# Tmarus taiwanus
Tmarus taiwanus är en spindelart som beskrevs av Ono 1977. Tmarus taiwanus ingår i släktet Tmarus och familjen krabbspindlar.
Artens utbredningsområde är Taiwan. Inga underarter finns listade i Catalogue of Life.